# Tourist Trophy 2014
La 95ª edizione del Tourist Trophy si è disputata fra il 24 maggio e il 6 giugno 2014.
Con quattro vittorie ed un terzo posto nelle cinque gare corse, è stato Michael Dunlop ad aggiudicarsi per il secondo anno consecutivo il “Joey Dunlop TT Championship Trophy” con 116 punti totali. Ivan Lintin è invece il migliore della graduatoria riservata ai piloti privati (tutti quei piloti che partecipano senza il supporto ufficiale di una casa motociclistica).

## Risultati
La competizione si svolge sul circuito del Mountain, di ogni gara vengono riportati solo i primi dieci piloti. Dove non indicata la nazionalità si intende pilota britannico.

### Superbike TT
31 maggio. 6 giri (226.38 miglia)
| Pos. | Pilota          | Motocicletta      | Velocità media | Tempo       |
| ---- | --------------- | ----------------- | -------------- | ----------- |
| 1    | Michael Dunlop  | BMW S1000RR       | 128.415 mph    | 1:45.46.384 |
| 2    | Guy Martin      | Suzuki GSX-R 1000 | 128.000 mph    | 1:46.06.954 |
| 3    | Conor Cummins   | Honda CBR 1000RR  | 127.940 mph    | 1:46.09.934 |
| 4    | Bruce Anstey    | Honda CBR 1000RR  | 127.504 mph    | 1:46.31.687 |
| 5    | Michael Rutter  | BMW S1000RR       | 127.176 mph    | 1:46.48.186 |
| 6    | William Dunlop  | Suzuki GSX-R 1000 | 126.982 mph    | 1:46.57.992 |
| 7    | John McGuinness | Honda CBR 1000RR  | 126.966 mph    | 1:46.58.722 |
| 8    | Dean Harrison   | Kawasaki ZX-10R   | 126.160 mph    | 1:47.39.797 |
| 9    | James Hillier   | Kawasaki ZX-10R   | 125.674 mph    | 1:48.04.777 |
| 10   | Joshua Brookes  | Yamaha YZF R1     | 125.660 mph    | 1:48.05.487 |

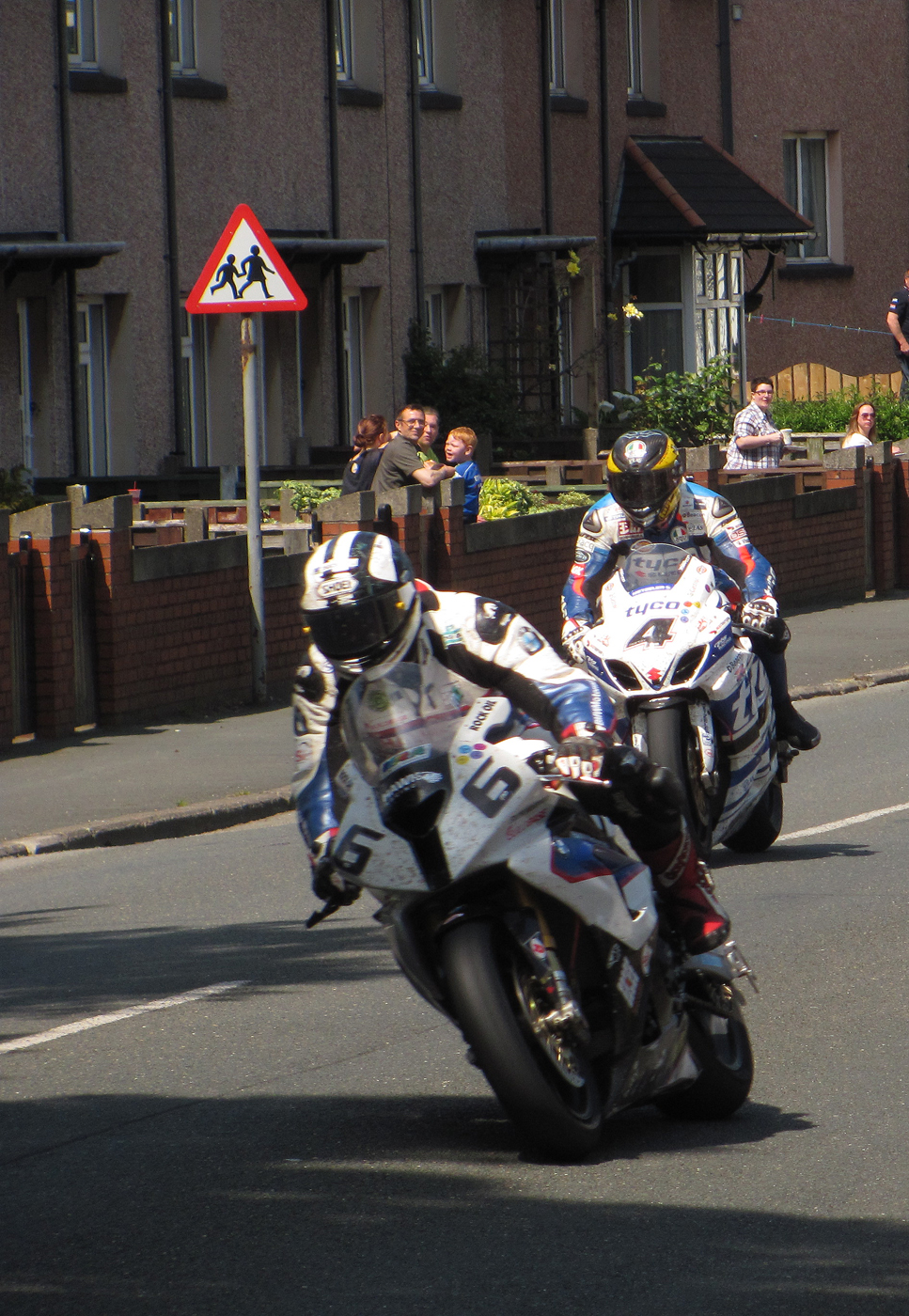
Michael Dunlop, vincitore del Superbike TT, seguito da Guy Martin

Giro più veloce: Bruce Anstey – 132.298 mph (17' 06.682) (giro 6).

### Sidecar TT - gara 1
31 maggio. 3 giri (113.00 miglia)
| Pos. | Pilota          | Passeggero    | Motocicletta             | Velocità media | Tempo       |
| ---- | --------------- | ------------- | ------------------------ | -------------- | ----------- |
| 1    | Conrad Harrison | Mike Aylott   | Shelbourne Honda 600 cm³ | 113.987 mph    | 59' 34.820  |
| 2    | John Holden     | Andrew Winkle | LCR Honda                | 113.448 mph    | 59' 51.823  |
| 3    | Tim Reeves      | Gregory Cluze | DMR Honda                | 112.926 mph    | 1:00.08.410 |
| 4    | Ian Bell        | Carl Bell     | Yamaha Baker             | 110.396 mph    | 1:00.01.122 |
| 5    | Karl Bennett    | Lee Cain      | DMR ZX-6R                | 110.362 mph    | 1:01.32.236 |
| 6    | Wayne Lockey    | Mark Sayers   | Ireson Honda 600 cm³     | 109.579 mph    | 1:01.58.646 |
| 7    | Darren Hope     | Paul Bumfrey  | Kawasaki ZX-6R           | 108.692 mph    | 1:02.28.692 |
| 8    | Gregory Lambert | Kenny Cole    | Honda GLR                | 108.382 mph    | 1:02.39.691 |
| 9    | Roy Hanks       | Kevin Perry   | Molyneux Rose TB Other   | 108.173 mph    | 1:02.46.954 |
| 10   | Gordon Shand    | Phil Hyde     | Shand F2 K8 Suzuki       | 107.960 mph    | 1:02.54.414 |

Giro più veloce: Dave Molyneux / Patrick Farrance – 115.538 mph (19' 35.612) (giro 2).

### Supersport Junior TT - gara 1
2 giugno. 4 giri (150.73 miglia)
| Pos. | Pilota         | Motocicletta        | Velocità media | Tempo       |
| ---- | -------------- | ------------------- | -------------- | ----------- |
| 1    | Gary Johnson   | Triumph Daytona 675 | 124.526 mph    | 1:12.43.035 |
| 2    | Bruce Anstey   | Honda CBR 600RR     | 124.483 mph    | 1:12.44.483 |
| 3    | Michael Dunlop | Honda CBR 600RR     | 124.483 mph    | 1:12.54.719 |
| 4    | Dean Harrison  | Yamaha YZF R6       | 123.350 mph    | 1:13.24.646 |
| 5    | William Dunlop | Suzuki GSX-R 600    | 122.996 mph    | 1:13.37.324 |
| 6    | Guy Martin     | Suzuki GSX-R 600    | 122.794 mph    | 1:13.44.591 |
| 7    | James Hillier  | Kawasaki ZX-6R      | 121.520 mph    | 1:14.30.983 |
| 8    | Lee Johnson    | Honda CBR 600RR     | 121.481 mph    | 1:14.32.414 |
| 9    | Michael Rutter | Triumph Daytona 675 | 121.305 mph    | 1:14.38.907 |
| 10   | Keith Amor     | Honda CBR 600RR     | 121.051 mph    | 1:14.48.288 |

Giro più veloce: Gary Johnson – 126.732 mph (17' 51.711) (giro 2).

### Superstock TT
3 giugno. 4 giri (150.73 miglia)
| Pos. | Pilota          | Motocicletta      | Velocità media | Tempo       |
| ---- | --------------- | ----------------- | -------------- | ----------- |
| 1    | Michael Dunlop  | BMW S1000RR       | 127.216 mph    | 1:11.10.773 |
| 2    | Dean Harrison   | Kawasaki ZX-10R   | 126.620 mph    | 1:11.30.882 |
| 3    | Bruce Anstey    | Honda CBR 1000RR  | 125.936 mph    | 1:11.54.197 |
| 4    | David Johnson   | Kawasaki ZX-10R   | 125.424 mph    | 1:12.11.802 |
| 5    | Lee Johnston    | Honda CBR 1000RR  | 125.244 mph    | 1:12.18.017 |
| 6    | Michael Rutter  | BMW S1000RR       | 125.305 mph    | 1:12.18.305 |
| 7    | Dan Kneen       | Suzuki GSX-R 1000 | 124.261 mph    | 1:12.52.351 |
| 8    | Peter Hickman   | BMW S1000RR       | 123.670 mph    | 1:13.13.249 |
| 9    | John McGuinness | Honda CBR 1000RR  | 123.618 mph    | 1:13.15.099 |
| 10   | James Hillier   | Kawasaki ZX-10R   | 123.345 mph    | 1:13.24.822 |

Giro più veloce: Michael Dunlop – 129.778 mph (17' 26.621) (giro 2).

### TT Zero
4 giugno. 1 giro (37.73 miglia)
Solo nove piloti partenti, di cui tre ritirati.
| Pos. | Pilota          | Motocicletta   | Velocità media | Tempo      |
| ---- | --------------- | -------------- | -------------- | ---------- |
| 1    | John McGuinness | Shinden        | 117.366 mph    | 19' 17.300 |
| 2    | Bruce Anstey    | Shinden San    | 115.048 mph    | 19' 40.625 |
| 3    | Robert Barber   | RW-2 Electric  | 93.531 mph     | 24' 12.230 |
| 4    | Robert Wilson   | Sarolea SP7    | 93.507 mph     | 24' 12.600 |
| 5    | Mark Miller     | VercarMoto R6e | 85.828 mph     | 26' 22.828 |
| 6    | Timothee Monot  | TT Zero        | 81.515 mph     | 29' 02.378 |

### Supersport Junior TT - gara 2
4 giugno. 4 giri (150.73 miglia)
| Pos. | Pilota         | Motocicletta     | Velocità media | Tempo       |
| ---- | -------------- | ---------------- | -------------- | ----------- |
| 1    | Michael Dunlop | Honda CBR 600RR  | 125.078 mph    | 1:12.23.794 |
| 2    | Bruce Anstey   | Honda CBR 600RR  | 124.788 mph    | 1:12.33.883 |
| 3    | William Dunlop | Suzuki GSX-R 600 | 124.394 mph    | 1:12.47.678 |
| 4    | Dean Harrison  | Yamaha YZF R6    | 123.350 mph    | 1:13.03.459 |
| 5    | James Hillier  | Kawasaki ZX-6R   | 122.985 mph    | 1:13.37.712 |
| 6    | Keith Amor     | Honda CBR 600RR  | 122.655 mph    | 1:13.49.580 |
| 7    | Ivan Lintin    | Honda CBR 600RR  | 122.380 mph    | 1:13.59.555 |
| 8    | Dan Kneen      | Honda CBR 600RR  | 122.112 mph    | 1:14.09.289 |
| 9    | Dan Stewart    | Honda CBR 600RR  | 121.061 mph    | 1:14.11.141 |
| 10   | Guy Martin     | Suzuki GSX-R 600 | 121.542 mph    | 1:14.30.161 |

Giro più veloce: Michael Dunlop – 127.403 mph (17' 46.129) (giro 2).

### Sidecar TT - gara 2
5 giugno. 3 giri (113.00 miglia)
| Pos. | Pilota          | Passeggero       | Motocicletta             | Velocità media | Tempo       |
| ---- | --------------- | ---------------- | ------------------------ | -------------- | ----------- |
| 1    | Dave Molyneux   | Patrick Farrance | DMR Kawasaki             | 113.147 mph    | 1:00.01.355 |
| 2    | Conrad Harrison | Mike Aylott      | Shelbourne Honda 600 cm³ | 113.987 mph    | 1:00.45.285 |
| 3    | John Holden     | Andrew Winkle    | LCR Honda                | 113.448 mph    | 1:00.01.282 |
| 4    | Tim Reeves      | Gregory Cluze    | DMR Honda                | 110.522 mph    | 1:00.26.906 |
| 5    | Karl Bennett    | Lee Cain         | DMR ZX-6R                | 110.233 mph    | 1:01.36.566 |
| 6    | Alan Founds     | Tom Peters       | LCR Suzuki               | 107.700 mph    | 1:03.03.517 |
| 7    | Gregory Lambert | Kenny Cole       | GLR Honda                | 107.458 mph    | 1:03.12.024 |
| 8    | Wayne Lockey    | Mark Sayers      | Ireson Honda 600 cm³     | 107.425 mph    | 1:03.13.207 |
| 9    | John Saunders   | Robert Lunt      | Shelbourne Honda         | 106.602 mph    | 1:03.42.483 |
| 10   | Robert Handcock | Basil Behan      | Baker Honda              | 106.475 mph    | 1:03.47.042 |

Giro più veloce: Dave Molyneux / Patrick Farrance – 113.756 mph (19' 54.027) (giro 3).

### Lightweight TT 650 cm³ Super-Twin
6 giugno. 3 giri (113.00 miglia)
| Pos. | Pilota          | Motocicletta     | Velocità media | Tempo       |
| ---- | --------------- | ---------------- | -------------- | ----------- |
| 1    | Dean Harrison   | Kawasaki 650 cm³ | 117.460 mph    | 57' 49.129  |
| 2    | James Hillier   | Kawasaki 650 cm³ | 116.967 mph    | 58' 03.755  |
| 3    | James Cowton    | Kawasaki 650 cm³ | 116.666 mph    | 58' 12.754  |
| 4    | Keith Amor      | Kawasaki 650 cm³ | 116.552 mph    | 58' 16.164  |
| 5    | Jamie Hamilton  | Kawasaki 650 cm³ | 115.625 mph    | 58' 44.190  |
| 6    | Oliver Linsdell | Paton S1         | 114.638 mph    | 59' 14.638  |
| 7    | Ryan Farquhar   | Kawasaki 650 cm³ | 114.025 mph    | 59' 33.625  |
| 8    | Daniel Cooper   | Kawasaki 650 cm³ | 113.772 mph    | 59' 41.580  |
| 9    | Connor Behan    | Kawasaki 650 cm³ | 112.442 mph    | 1:00.24.584 |
| 10   | Michal Dokoupil | Kawasaki 650 cm³ | 112.223 mph    | 1:00.31.019 |

Giro più veloce: Keith Amor – 118.989 mph (19' 01.514) (giro 3).

### Senior TT
6 giugno. 6 giri (226.38 miglia)
| Pos. | Pilota          | Motocicletta      | Velocità media | Tempo       |
| ---- | --------------- | ----------------- | -------------- | ----------- |
| 1    | Michael Dunlop  | BMW S1000RR       | 128.680 mph    | 1:45.33.291 |
| 2    | Conor Cummins   | Honda CBR 1000RR  | 127.940 mph    | 1:45.47.291 |
| 3    | Guy Martin      | Suzuki GSX-R 1000 | 128.201 mph    | 1:45.56.962 |
| 4    | Bruce Anstey    | Honda CBR 1000RR  | 127.722 mph    | 1:46.20.814 |
| 5    | James Hillier   | Kawasaki ZX-10R   | 127.693 mph    | 1:46.22.262 |
| 6    | John McGuinness | Honda CBR 1000RR  | 127.375 mph    | 1:46.38.179 |
| 7    | Joshua Brookes  | Yamaha YZF R1     | 125.660 mph    | 1:46.43.877 |
| 8    | Dan Kneen       | Suzuki GSX-R 1000 | 126.381 mph    | 1:47.28.519 |
| 9    | Michael Rutter  | BMW S1000RR       | 126.262 mph    | 1:47.34.561 |
| 10   | David Johnson   | Kawasaki ZX-10R   | 125.551 mph    | 1:48.11.127 |

Giro più veloce: Michael Dunlop – 131.668 mph (17' 11.591) (giro 2).